# Jytte Enselmann
Jytte Solveig Munk f. Enselmann (født 28. april 1925 på Frederiksberg, død 23. november 2008) var en dansk skuespillerinde.
Hun var datter af ingeniør Enrico Enselmann og dennes hustru Elly Karen Marie Winding. Den 4. juli 1949 blev hun gift med sin skuespillerkollega Troels Munk.
En af Enselmanns filmroller var i oplysningsfilmen Næste gang er det dig fra 1948 som en uopmærksom pige på cykel, som blev påkørt.
I starten af 1950'erne kom hun sammen med sin mand til Aalborg Teater og spillede blandt andet Ofelia i Hamlet, med ham i titelrollen.
Hun døde den 23. november 2008 og er begravet på Taarbæk Kirkegård sammen med Troels Munk, som døde i 2016.

## Filmografi
- My Name is Petersen (1947) − Gæst ved kvindemøde
- Næste gang er det dig (1948) − Uopmærksom pige på cykel, som bliver påkørt
- Penge som græs (1948) − Kunde i skobutik
- Unge piger forsvinder i København (1951) − Maja (ukrediteret)
- Det gælder livet (1953) − Lottes sygeplejerske
- Kongeligt besøg (1954) − Høj køkkenpige
- Færgekroen (1956) − Færgepassager med barnevogn

## Teater
- Bedre folks børn (1952)
- Hamlet (1953) − Ofelia
- De lykkelige dage (1956) − Francine